# Stations of the Crass
Stations of the Crass est le deuxième album du groupe punk britannique Crass. Toutes les chansons ont été écrites et produites par Crass, et l'album a été enregistré aux studios Southern à Londres.
Stations of the Crass est sorti en 1979 sur Crass Records sous forme de double album : 3 faces 45 tours (1er album recto/verso + 2e album recto seul) et 1 face 33 tours (verso du 2e album). Les faces "45 tours" sont enregistrées en studio et la face "33 tours" est un live au "Pied Ball", à Londres, datant du 7 août 1979.

## Liste des chansons
1er LP
1. Mother Earth
2. White Punks On Hope
3. You've Got Big Hands
4. Darling
5. System
6. Big Man, Big M.A.N.
7. Hurry Up Garry
8. Fun Going On
9. Crutch of Society
10. Heard Too Much About
11. Chairman of the Bored
12. Tired
13. Walls
14. Upright Citizen
15. The Gasman Cometh
16. Demoncrats
17. Contaminational Power
18. Time Out
19. I Ain't Thick, It's Just a Trick

2e LP
1. System
2. Big Man, Big M.A.N.
3. Banned From the Roxy
4. Hurry Up Garry
5. Time Out
6. They've Got a Bomb
7. Fight War, Not Wars
8. Women
9. Shaved Woman
10. You Pay
11. Heard To Much About
12. Angels
13. What a Shame
14. So What
15. G's Song
16. Do They Owe Us a Living?
17. Punk is Dead